# Marie Františka Savojská
Marie Františka Savojská (Marie Františka Anna Romana; 26. prosince 1914, Řím – 7. prosince 2001, Mandelieu) se narodila jako nejmladší dítě italského krále Viktora Emanuela III. a Eleny Černohorské. Byla sestrou krále Umberta II. Italského a bulharské carevny Jany Savojské.

## Život

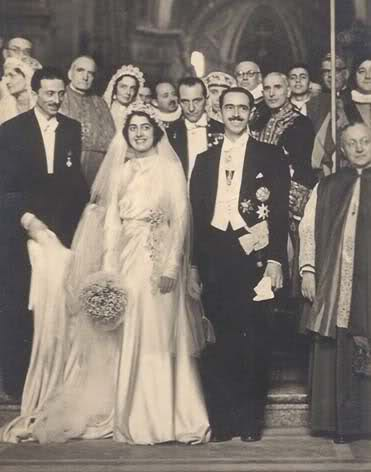
Svatba Marie Františky s princem Ludvíkem 23. ledna 1939

Marie Františka se narodila v Římě jako páté a nejmladší dítě svých rodičů. Měla tři starší sestry, Yolandu, Giovannu a Mafaldu, a bratra Umberta.
V rodném městě se 23. ledna 1939 pětadvacetiletá princezna provdala za o patnáct let staršího prince Ludvíka Bourbonsko-Parmského (5. prosince 1899 – 4. prosince 1967), mladšího syna Roberta I. Parmského a infantky Marie Antonie Portugalské. Ludvík byl také mimo jiné bratrem poslední rakouské císařovny Zity.
Pár se po svatbě přestěhoval do Cannes, kde se také narodily všechny čtyři jejich děti. Za druhé světové války byla Marie s manželem a dvěma staršími dětmi nacisty internována. Po válce byla na čas v Itálii, poté se vrátila do Francie, kde se po manželově smrti usadila v Mandelieu u Cannes.
Za téměř třicetiletého manželství se páru narodily čtyři děti:
- Guy Bourbonsko-Parmský (7. srpna 1940 – 10. března 1991)
- Rémy Bourbonsko-Parmský (* 14. července 1942)
- Chantal Bourbonsko-Parmský (* 24. listopadu 1946)
- Jean Bourbonsko-Parmský (* 15. října 1961)

## Tituly, oslovení a vyznamenání

### Tituly a oslovení
- 26. prosince 1914 – 23. ledna 1939: Její královská Výsost princezna Marie Františka Savojská
- 23. ledna 1939 – 7. prosince 2001: Její královská Výsost princezna bourbonsko-parmská

### Vyznamenání
- Savojští: Řád svatých Mořice a Lazara
- Suverénní řád Maltézských rytířů: Kříž cti a oddanosti Suverénního řádu Maltézských rytířů
- Rakouská císařská a královská rodina: Řád hvězdového kříže